# Cleia Almeida
Cleia Almeida (Coimbra, 24 de Novembro de 1982) é uma actriz e dobradora portuguesa.

## Biografia
Nascida em Coimbra, onde concluiu o Ensino Secundário, mudou-se depois para Lisboa e começou a estudar Teatro, completando os seus estudos em Madrid.
Formou-se na Escola Superior de Teatro e Cinema, tendo feito workshops com o American Comedy Institute e com a ACT – Escola de Actores.
No teatro, a sua actividade tem estado associada ao Teatro Escola da Noite em Coimbra e ao Teatro da Cornucópia. Representou textos de Anton Tchecov, William Shakespeare, Gil Vicente, José Inácio Cabrujas e Luís Fonseca, trabalhando com encenadores como Fernanda Lapa, Rosario Amador, Álvaro Correia, Miguel Seabra, Rogério Carvalho, entre outros.
No cinema, trabalhou com João Canijo em Noite Escura, filme estreado em 2004 no Festival de Cannes, e com António Ferreira na média-metragem Respirar debaixo d’água e na longa-metragem Esquece tudo o que te disse.
Em televisão, fez parte do elenco fixo da série Santos da Casa. Tem participado noutros projectos televisivos, nomeadamente na novela Jura e na sitcom Sete Vidas.
Entre 2009 e 2010, participou na novela da SIC, Perfeito Coração, no papel de Sofia Cardoso.

## Vida pessoal
Tem duas filhas.

## Filmografia

### Televisão
| Ano         | Projeto                   | Papel                                     | Notas                      | Canal |
| ----------- | ------------------------- | ----------------------------------------- | -------------------------- | ----- |
| 1986        | Ora Agora Conto Eu...     |                                           |                            | RTP1  |
| 2003 - 2004 | Santos da Casa            | Rita Santos                               | Elenco Principal           | RTP1  |
| 2006        | 7 Vidas                   |                                           | Participação em 1 episódio | SIC   |
| 2006        | Floribella                | Marta "Martinha"                          | Elenco Principal           | SIC   |
| 2007        | Jura                      |                                           | Elenco Adicional           | SIC   |
| 2008        | T2 Para 3                 |                                           |                            | RTP1  |
| 2008 - 2009 | Vila Faia                 | Cristina Andrade                          | Elenco Principal           | RTP1  |
| 2008 - 2011 | Liberdade 21              | Júlia Paixão                              | Elenco Principal           | RTP1  |
| 2009        | Pai à Força               | Júlia Paixão                              | Elenco Adicional           | RTP1  |
| 2009 - 2010 | Conta-me como Foi         | Lúcia                                     | Elenco Principal           | RTP1  |
| 2009 - 2010 | Perfeito Coração          | Sofia Cardoso                             | Elenco Principal           | SIC   |
| 2012        | A Família Mata            | Eva Mata                                  | Elenco Principal           | SIC   |
| 2012        | Maria Coroada             | Antónia                                   | Elenco Principal           | TVI   |
| 2012 - 2013 | Maternidade               | Dr.ª Sandra Queiroz                       | Elenco Principal           | RTP1  |
| 2013        | O Formigueiro             | Maria Troca-Tintas                        | Participação               | SIC   |
| 2013        | Dancin' Days              | Matilde                                   | Elenco Adicional           | SIC   |
| 2013 - 2014 | Sol de Inveno             | Célia Barata                              | Elenco Principal           | SIC   |
| 2015        | Mar Salgado               | Maria Rita Almeida                        | Elenco Adicional           | SIC   |
| 2016 - 2017 | Amor Maior                | Bárbara Resende                           | Elenco Principal           | SIC   |
| 2017        | Vale Tudo (3.ª temporada) | Ela Própria                               | Elenco Fixo                | SIC   |
| 2017        | Fátima: Caminhos da Alma  | Fátima                                    | Potagonista                | RTP1  |
| 2018        | Sara                      | Editora de Revista                        | Elenco Adicional           | RTP1  |
| 2019        | Sul                       | Mulher do Café                            | Elenco Adicional           | RTP1  |
| 2019        | Nazaré                    | Vera                                      | Elenco Adicional           | SIC   |
| 2020        | Patrulha da Noite         | Vários Papéis                             | Elenco Adicional           | RTP1  |
| 2021        | O Clube (1.ª temporada)   | Ester                                     | Elenco Adicional (OPTO)    | SIC   |
| 2021        | Na Porta ao Lado: Amor    | Inês                                      | Protagonista (OPTO)        | SIC   |
| 2022        | Por Ti                    | Clara Pires                               | Elenco Adicional           | SIC   |
| 2022        | O Pai Tirano              | Laura                                     | Elenco Principal (OPTO)    | SIC   |
| 2023        | Marco Paulo               | Maria Isabel Simão Caeiro                 | Participação Especial      | SIC   |
| 2023 - 2024 | Papel Principal           | Teresa Silvestre                          | Elenco Principal           | SIC   |
| 2024        | Erro 404                  | Mariana                                   | Elenco Adicional           | RTP1  |
| 2024        | Hotel do Rio              | Raquel                                    | Elenco Principal           | RTP1  |
| 2024        | Tony                      | Maria Pereira Mateus Mãe de Tony Carreira | Elenco Principal           | TVI   |
| 2025        | Vizinhos Para Sempre      | Sandra                                    | Elenco Adicional           | TVI   |

### Cinema
| Ano  | Título                          | Papel                       |
| ---- | ------------------------------- | --------------------------- |
| 2000 | Breathing Under Water           | Friend                      |
| 2001 | Rending                         |                             |
| 2002 | Forget Everything I’ve Told You | Joana                       |
| 2003 | Híssis                          |                             |
| 2003 | A Escolha                       |                             |
| 2004 | In the Darkness of the Night    | Sónia Pinto                 |
| 2007 | The Lovebirds                   | Sandra                      |
| 2007 | Dolo                            | Ana                         |
| 2009 | Haja Quem                       |                             |
| 2009 | Assalto à Mão Armada            |                             |
| 2009 | April Showers                   |                             |
| 2010 | Mistérios de Lisboa             | Francisca                   |
| 2011 | O Teu Sapato                    |                             |
| 2011 | Blood of My Blood               | Cláudia / Márcia's daughter |
| 2012 | O Fantasma do Novais            | Ana                         |
| 2012 | Posfácio nas Confecções Canhão  | Claudete                    |
| 2012 | So So                           | Carla                       |
| 2012 | Operation Autumn                | Maria Humberta Delgado      |
| 2014 | Salomé                          | Camila                      |
| 2015 | Blank                           | Paula                       |
| 2017 | Fátima                          | Fátima                      |
| 2018 | Keep me company                 | Silvia                      |
| 2022 | Educação Física                 | Empregada do Restaurante    |
| 2022 | O Pai Tirano                    | Laura                       |
| 2022 | A Fada do Lar                   | Sílvia                      |
| 2022 | O Natal do Bruno Aleixo         | Mãe                         |
| 2023 | Mal Viver                       | Raquel                      |
| 2023 | Sombras Brancas                 | Arlete                      |